# John Parsons
John Parsons (Chillicothe, 11 febbraio 1971) è un criminale statunitense, celebre per la sua evasione, avvenuta nel 2006 e durata 83 giorni, dal penitenziario di stato dell'Ohio.

## L'omicidio
Parson, al momento della sua evasione, si trovava in galera per l'uccisione di un poliziotto ed in attesa di probabile sentenza di morte. Tuttavia, dopo la sua cattura, essendosi riconosciuto colpevole fu condannato a vita senza condizionale, ed attualmente sta scontando la sua pena.

## La sua evasione
Il 29 luglio 2006, Parson evase dalla prigione di Ross County, nell'Ohio, e riuscì a sfuggire alla cattura per 83 giorni, arrendendosi ai ricercatori allorché fu trovato in rifugio attrezzatissimo che si era costruito lui stesso, non molto distante dalla prigione. La sua impresa ha ispirato un documentario del Discovery Channel Ohio's most wanted. In Italia il documentario è andato in onda, nella piattaforma Sky, nel programma Grandi evasioni del National Geographic Channel.